# Плаза (отель)
Оте́ль «Пла́за» (англ. The Plaza Hotel) — пятизвёздочная гостиница в Нью-Йорке, США; одна из старейших в городе. Расположена на Великой армейской площади и на пересечении Пятой авеню и 59-й улицы в срединной части Манхэттена. Фасад здания выходит на юго-восточный угол Центрального парка.

## История

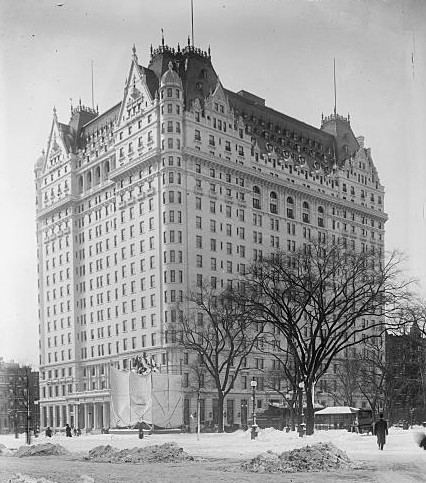
«Плаза» на момент открытия

Всемирную популярность отель «Плаза» приобрёл после появления в одной из самых известных кинокомедий «Один дома 2: Потерявшийся в Нью-Йорке». На фото: Главный герой фильма Кевин Маккаллистер в 411 номере отеля «Плаза»

Строительство отеля началось в 1905 году и обошлось в $12,5 миллионов долларов. «Плаза» была открыта 1 октября 1907 года. Тогда номер в гостинице стоил $2,5 за ночь (около $58,2 в сегодняшних ценах), а сегодня та же комната — $700 и выше.
В 1943 году отель был куплен Конрадом Хилтоном за 7,4 миллиона долларов; после покупки он потратил ещё $6 000 000 на реконструкцию. Затем гостиница не раз перепродавалась. Стала крупной покупкой для бизнесмена Дональда Трампа. Он приобрёл «Плазу» в 1988 году за 407,5 млн долларов.
В феврале 1964 года в отеле останавливалась британская группа The Beatles во время своего первого посещения Нью-Йорка.
В сентябре 1985 года в отеле было заключено соглашение между министрами финансов США, Японии, Западной Германии, Франции и Великобритании о снижении курса доллара против валют данных государств.
На последнюю реконструкцию «Плаза» закрылась 30 апреля 2005 года. Спустя три года двери отеля вновь открылись. В нём насчитывалось 282 гостиничных номера и 152 частных квартиры. Первая из таких квартир была продана за 10 млн долларов израильскому предпринимателю Льву Леваеву, а последняя — за рекордные $50 000 000. Но в последнее время всё ещё можно приобрести в собственность апартаменты в отеле от 50 м² стоимостью от $1 500 000.
На третьем этаже отеля жил 31-й президент США Герберт Гувер.

## Памятник архитектуры

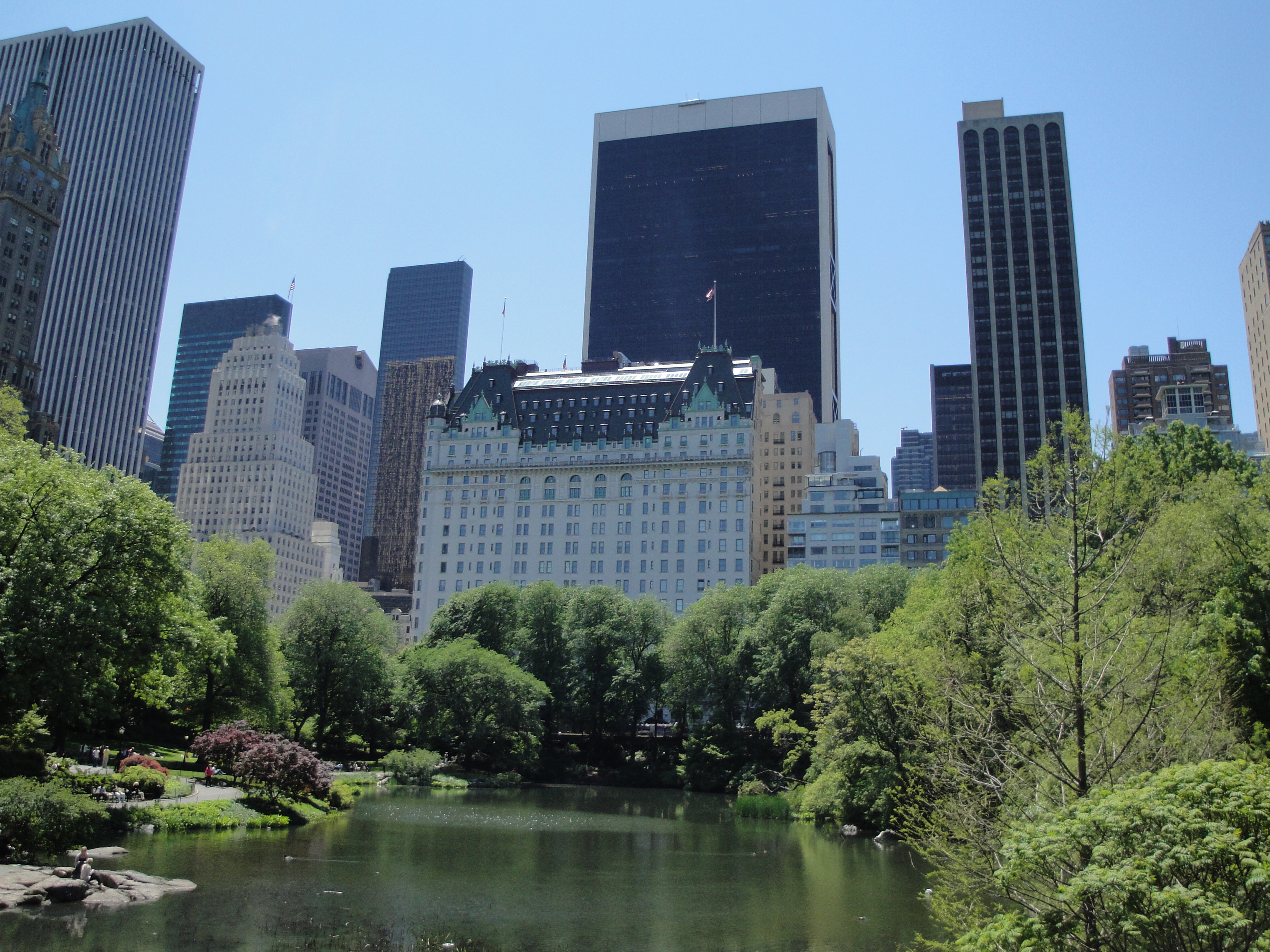
Пруд Центрального парка и отель

Комиссия сохранения Нью-Йорка в 1978 году дала отелю особый статус, который, наряду с отелем «Уолдорф-Астория», приравнивает его к национальным историческим достопримечательностям. Так гостиница стала объектом посещения туристами. В январе 2009 года отель «Плаза» был закрыт для посещения общественности.

## В кино
Дебют отеля в большом кино состоялся в 1959 году в фильме «К северу через северо-запад» Альфреда Хичкока, что сделало «Плазу» более популярной. Отель фигурирует в десятках кинокартин разных времён, самые известные из них: «Миллионы Брюстера» (1985), «Данди по прозвищу „Крокодил“» (1986), «Один дома 2: Потерявшийся в Нью-Йорке» (1992), «Запах женщины» (1992), «Неспящие в Сиэтле» (1993), «Счастливый случай» (1994), «Человек-паук» (2002), «Война невест» (2009), «Великий Гэтсби» (2013), «Секретное досье» (2017), сериал «Клан Сопрано» (2004).